# Baguer-Pican
Baguer-Pican ist eine Gemeinde in der Bretagne in Frankreich. Sie gehört zum Département Ille-et-Vilaine, zum Arrondissement Saint-Malo und zum Kanton Dol-de-Bretagne. 

## Lage
Sie grenzt im Nordwesten an Mont-Dol, im Norden an Cherrueix, im Nordosten an Saint-Broladre, im Südosten an La Boussac, im Süden an Epiniac und im Südwesten an Dol-de-Bretagne.
An der südwestlichen Gemeindegrenze verläuft der Küstenfluss Guyoult, im Nordwesten sein Zufluss Banche.

## Bevölkerungsentwicklung
| Jahr      | 1962 | 1968 | 1975 | 1982 | 1990 | 1999 | 2007 | 2017 |
| --------- | ---- | ---- | ---- | ---- | ---- | ---- | ---- | ---- |
| Einwohner | 960  | 911  | 832  | 873  | 980  | 985  | 1238 | 1681 |

## Persönlichkeiten
- Louis-Clair Beaupoil de Sainte-Aulaire (1778–1854), Mitglied der Académie française